# Guitera-les-Bains
Guitera-les-Bains es una comuna francesa del departamento de Córcega del Sur, en la colectividad territorial de Córcega.

## Demografía
| 137 | 157 | 148 | 134 | 81 | 97 | 109 | 114 | 147 |
| Para los censos de 1962 a 1999 la población legal corresponde a la población sin duplicidades (Fuente: INSEE [Consultar]) |     |     |     |    |    |     |     |     |